# AS Adema
L'AS Adema o semplicemente Adema è una squadra calcistica malgascia con sede nella città di Antananarivo.

## Storia
La squadra è stata fondata nel 1955, ha vinto il suo primo trofeo nel 2002 con il trionfo nella Supercoppa di Madagascar.
Nello stesso anno ha vinto anche il campionato del Madagascar, con una vittoria all’ultima giornata di campionato nella partita Adema-SO Emyrne per 149 a 0.

## Palmarès
Competizioni regionali
- Analamanga: 3

2008, 2009, 2019
Competizioni nazionali
- Madagascar Pro League: 4

2002, 2006, 2012, 2021
- Coupe de Madagascar: 4

2007, 2008, 2009, 2010
- Supercoupe de Madagascar: 3

2002, 2006, 2008

## Record
Detiene il record di vittoria in una partita ufficiale di calcio con il maggior numero di goal segnati nella storia, ciò avvenne nell’incontro AS Adema-SO de l'Emyrne terminato 149-0 in favore dell’AS Adema; detiene pertanto anche il record di vittoria con il maggior numero di autogoal da parte degli avversari.